# COCOMO
COCOMO（ココモ、英: constructive cost model の略）は、ソフトウェア開発の工数、開発期間の見積もり手法の1つである。1981年にバリー・ベームが提唱した。
COCOMOによる開発工数、開発期間の計算法は、プログラム言語などに左右されないため、客観性を保つことができるのが特徴である。
1997年には、COCOMOの計算手法を改良し、ソフトウェアの機能を評価する方法としてファンクションポイント法や能力成熟度モデルなどの考え方を取り入れ、拡張および厳密化を施したCOCOMO II（ココモ2 ココモツー）が発表されている。

## 概要
COCOMOでは、開発するソフトウェアの規模と開発工数、開発期間に、非線形の関係があると考えている。すなわち、開発するソフトウェアの規模が大きくなると、より多くの工数、コストが必要になると考える。
開発するソフトウェアの予想されるソースコード行数にソフトウェアの規模の大小を表す係数を掛け算して平均的な開発工数を求める。
{\displaystyle y=ax^{b}}
- y:平均的な開発工数
- x:開発するソフトウェアの予想工数
- a:ソフトウェアの規模の大小を表す係数（2.8,3.0,3.2のいずれか）
- b:ソフトウェアの規模の大小を表す係数（a=2.8なら1.20,a=3.0なら1.12,a=3.2なら1.05）

ソフトウェア特質、ハードウェア属性、プログラマーの開発能力などからなる15個の特性をそれぞれ6段階の補正係数で表し、平均的開発工数に掛け合わせて、開発に必要な工数を算出する。
{\displaystyle z=y\prod _{i=1}^{15}c_{i}}
- z:開発工数
- y:平均的な開発工数
- c:特性ごとの修正係数